# Gladwyn Kingsley Noble
Gladwyn Kingsley Noble (* 20. September 1894 in Yonkers, New York; † 9. Dezember 1940 in Englewood, New Jersey) war ein US-amerikanischer Zoologe. Sein Forschungsschwerpunkt war die Herpetologie.

## Leben und Wirken
Nobles Vater war der Gründer des New Yorker Verlagshauses Barnes & Noble. 1917 graduierte Gladwyn Kingsley Noble zum Bachelor of Arts und 1918 zum Master of Arts an Harvard University, wo er eine enge Freundschaft zu Thomas Barbour aufbaute. 1917 nahm er eine Stelle als Assistenzkurator in der Abteilung für Herpetologie am American Museum of Natural History an, die er nach Kriegsende fortsetzte. 1922 promovierte er mit der Doktorarbeit The Phylogeny of the Salientia an der Columbia University zum Ph.D. Nach dem Tod von Mary Cynthia Dickerson (1866–1923) wurde er 1924 Kurator. 1928 wurde die herpetologische Abteilung des American Museum of Natural History in Abteilung für Herpetologie und Experimentelle Biologie umbenannt. Noble war bis zu seinem Tod im Jahre 1940 Leiter dieser Abteilung. Er ließ zwei neue Museumsräume einrichten, in denen das Verhalten der Tiere verständlicher für die Öffentlichkeit dargestellt wurde. Der Katalog der herpetologischen Abteilung, der 1924 noch 50.000 Exemplare zählte, verzeichnete bis 1940 bereits 110.000 Exemplare. Zu Nobles Assistenten zählten unter anderem Charles Mitchill Bogert (1908–1992), Clifford H. Pope (1899–1974), Carl F. Kauffeld (1911–1974) und Karl Patterson Schmidt (1890–1957). Noble war Mitglied der American Society of Mammalogists und korrespondierendes Mitglied der Zoological Society of London. 1933 wurde er zum Mitglied der American Philosophical Society gewählt. Neben seiner Arbeit am Museum war Noble als Naturfilmer tätig. So drehte er einen Stummfilm über eine Lachmöwenkolonie auf der Insel Muskeget (Massachusetts), der erstmals 1940 bei einer Versammlung der American Ornithologists’ Union aufgeführt wurde.
Noble veröffentlichte 180 Publikationen, von denen 140 den Reptilien und Amphibien gewidmet waren. Zu seinen wissenschaftlichen Erstbeschreibungen, die zum Teil in Zusammenarbeit mit Outram Bangs, Edward Harrison Taylor und Thomas Barbour entstanden waren, zählen unter anderem die Buschkreischeule, die Guadeloupe-Ameive, der Mona-Nashornleguan, die Gespenstfrösche, die Seychellenfrösche und die Barbourfrösche. In die Schlagzeilen der Presse kam Noble, als er am 7. August 1926 in der Zeitschrift Nature einen vernichtenden Artikel über den österreichischen Biologen Paul Kammerer verfasste. Noble bezichtigte Kammerer als Fälscher, nachdem sich die Hornhautpunkte der Geburtshelferkröte, die zuvor für Brunftschwielen gehalten wurden, als unter die Haut gespritzte schwarze Tinte entpuppt hatten. Kammerer beteuerte in einem Brief, dass er mit der Fälschung nichts zu tun hatte und beging am 23. September 1926 Selbstmord.
Noble verstarb 1940 an einer Streptokokkeninfektion.

## Dedikationsnamen
1930 benannte Thomas Barbour die Froschgattung Noblella aus der Familie der Strabomantidae nach Gladwyn Kingsley Noble. Weitere Dedikationsnamen sind Eleutherodactylus noblei (Barbour & Dunn, 1921) und Craugastor noblei (Barbour & Dunn, 1921).

## Publikationen (Auswahl)
- 1915: A revision of the lizards of the genus Ameiva (mit Thomas Barbour)
- 1916: A revision of the lizards of the genus Cyclura (mit Thomas Barbour)
- 1916: The resident birds of Guadeloupe
- mit Outram Bangs: List of Birds Collected on the Harvard Peruvian Expedition of 1916. In: The Auk. Band 35, Nr. 4, 1918, S. 442–463 (sora.unm.edu [PDF; 959 kB]).
- 1922: The phylogeny of the Salientia: 1. Osteology and the thigh musculature; their bearing on classification and phylogeny
- 1924: Contributions to the herpetology of the Belgian Congo: based on the collections of the American Museum Congo Expedition, 1909-1915
- 1943: The Social Behaviour of the Laughing Gull
- 1946: The Nature of the Beast, A popular account of animal psychology from the point of view of a naturalist, Doubleday & Company, Garden City NY
- 1954: The Biology of the Amphibia, Dover Publications, New York